# Grammonota barnesi
Grammonota barnesi là một loài nhện trong họ Linyphiidae.
Loài này thuộc chi Grammonota. Grammonota barnesi được Charles Denton Dondale miêu tả năm 1959.